# (73) Клития
(73) Клития (лат. Klytia) — астероид главного пояса, принадлежащий к светлому спектральному классу S. Он был открыт 7 апреля 1862 года американским астрономом Хорейсом Таттлом в Гарвардской обсерватории и назван в честь Клитии, возлюбленной Аполлона или одной из океанид.